# Herrarnas skicross i freestyle vid olympiska vinterspelen 2010
Herrarnas skicross vid olympiska vinterspelen 2010 i Vancouver, Kanada hölls den 21 februari vid Cypress Bowl Ski Area. 

## Medaljörer
| Gren     | Guld                 | Silver             | Brons                |
| Skicross | Michael Schmid (SUI) | Andreas Matt (AUT) | Audun Grønvold (NOR) |

## Resultat

### Kval
| Placering | Bib | Namn                  | Land       | Tid     | Noteringar |
| --------- | --- | --------------------- | ---------- | ------- | ---------- |
| 1         | 4   | Michael Schmid        | Schweiz    | 1:12,53 | Q          |
| 2         | 6   | Christopher Del Bosco | Kanada     | 1:12,89 | Q          |
| 3         | 13  | Xavier Kuhn           | Frankrike  | 1:12,91 | Q          |
| 4         | 5   | Andreas Matt          | Österrike  | 1:13,13 | Q          |
| 5         | 14  | Audun Grønvold        | Norge      | 1:13,23 | Q          |
| 6         | 2   | Thomas Zangerl        | Österrike  | 1:13,44 | Q          |
| 7         | 31  | Filip Flisar          | Slovenien  | 1:13,46 | Q          |
| 8         | 1   | Simon Stickl          | Tyskland   | 1:13,49 | Q          |
| 9         | 27  | Errol Kerr            | Jamaica    | 1:13,71 | Q          |
| 10        | 11  | Stanley Hayer         | Kanada     | 1:13,74 | Q          |
| 11        | 7   | Tomáš Kraus           | Tjeckien   | 1:13,75 | Q          |
| 12        | 33  | Scott Kneller         | Australien | 1:13,85 | Q          |
| 13        | 20  | Enak Gavaggio         | Frankrike  | 1:13,90 | Q          |
| 14        | 17  | Sylvain Miaillier     | Frankrike  | 1:13,91 | Q          |
| 14        | 16  | Conradign Netzer      | Schweiz    | 1:13,91 | Q          |
| 16        | 8   | Ted Piccard           | Frankrike  | 1:14,10 | Q          |
| 17        | 29  | Anders Rekdal         | Norge      | 1:14,17 | Q          |
| 18        | 12  | Casey Puckett         | USA        | 1:14,35 | Q          |
| 19        | 9   | Lars Lewen            | Sverige    | 1:14,44 | Q          |
| 20        | 25  | Egor Korotkov         | Ryssland   | 1:14,54 | Q          |
| 21        | 32  | Michael Forslund      | Sverige    | 1:14,66 | Q          |
| 21        | 23  | Juha Haukkala         | Finland    | 1:14,66 | Q          |
| 23        | 22  | Tommy Eliasson        | Sverige    | 1:14,73 | Q          |
| 24        | 15  | Daron Rahlves         | USA        | 1:14,91 | Q          |
| 25        | 10  | Davey Barr            | Kanada     | 1:14,98 | Q          |
| 26        | 21  | Hiroomi Takizawa      | Japan      | 1:15,03 | Q          |
| 27        | 19  | Richard Spalinger     | Schweiz    | 1:15,12 | Q          |
| 28        | 18  | Patrick Koller        | Österrike  | 1:15,22 | Q          |
| 29        | 24  | Martin Fiala          | Tyskland   | 1:15,88 | Q          |
| 30        | 26  | Markus Wittner        | Österrike  | 1:15,91 | Q          |
| 31        | 3   | Beni Hofer            | Schweiz    | 1:16,18 | Q          |
| 32        | 30  | Eric Iljans           | Sverige    | 1:16,34 | Q          |
| 33        | 28  | Zdeněk Šafář          | Tjeckien   | DNF     |            |

### Elimineringsomgång

#### 1/8-final
| Placering | Bib | Namn           | Land      | Noteringar |
| --------- | --- | -------------- | --------- | ---------- |
| 1         | 1   | Michael Schmid | Schweiz   | Q          |
| 2         | 32  | Eric Iljans    | Sverige   | Q          |
| 3         | 24  | Daron Rahlves  | USA       |            |
| 4         | 16  | Ted Piccard    | Frankrike | DNF        |

| Placering | Bib | Namn          | Land     | Noteringar |
| --------- | --- | ------------- | -------- | ---------- |
| 1         | 9   | Errol Kerr    | Jamaica  | Q          |
| 2         | 25  | Davey Barr    | Kanada   | Q          |
| 3         | 8   | Simon Stickl  | Tyskland |            |
| 4         | 17  | Anders Rekdal | Norge    | DNF        |

| Placering | Bib | Namn              | Land      | Noteringar |
| --------- | --- | ----------------- | --------- | ---------- |
| 1         | 11  | Tomáš Kraus       | Tjeckien  | Q          |
| 2         | 27  | Richard Spalinger | Schweiz   | Q          |
| 3         | 6   | Thomas Zangerl    | Österrike |            |
| 4         | 19  | Lars Lewen        | Sverige   |            |

| Placering | Bib | Namn             | Land      | Noteringar |
| --------- | --- | ---------------- | --------- | ---------- |
| 1         | 13  | Enak Gavaggio    | Frankrike | Q          |
| 2         | 4   | Andreas Matt     | Österrike | Q          |
| 3         | 29  | Martin Fiala     | Tyskland  |            |
| 4         | 21  | Michael Forslund | Sverige   |            |

| Placering | Bib | Namn              | Land      | Noteringar |
| --------- | --- | ----------------- | --------- | ---------- |
| 1         | 14  | Sylvain Miaillier | Frankrike | Q          |
| 2         | 30  | Markus Wittner    | Österrike | Q          |
| 3         | 22  | Juha Haukkala     | Finland   |            |
| 4         | 3   | Xavier Kuhn       | Frankrike | DNF        |

| Placering | Bib | Namn           | Land       | Noteringar |
| --------- | --- | -------------- | ---------- | ---------- |
| 1         | 5   | Audun Grønvold | Norge      | Q          |
| 2         | 12  | Scott Kneller  | Australien | Q          |
| 3         | 20  | Egor Korotkov  | Ryssland   |            |
| 4         | 28  | Patrick Koller | Österrike  |            |

| Placering | Bib | Namn             | Land      | Noteringar |
| --------- | --- | ---------------- | --------- | ---------- |
| 1         | 7   | Filip Flisar     | Slovenien | Q          |
| 2         | 10  | Stanley Hayer    | Kanada    | Q          |
| 3         | 26  | Hiroomi Takizawa | Japan     |            |
| 4         | 18  | Casey Puckett    | USA       |            |

| Placering | Bib | Namn                  | Land    | Noteringar |
| --------- | --- | --------------------- | ------- | ---------- |
| 1         | 2   | Christopher Del Bosco | Kanada  | Q          |
| 2         | 23  | Tommy Eliasson        | Sverige | Q          |
| 3         | 15  | Conradign Netzer      | Schweiz |            |
| 4         | 31  | Beni Hofer            | Schweiz |            |

#### Kvartsfinaler
| Placering | Bib | Namn           | Land    | Noteringar |
| --------- | --- | -------------- | ------- | ---------- |
| 1         | 1   | Michael Schmid | Schweiz | Q          |
| 2         | 25  | Davey Barr     | Kanada  | Q          |
| 3         | 9   | Errol Kerr     | Jamaica |            |
| 4         | 32  | Eric Iljans    | Sverige |            |

| Placering | Bib | Namn              | Land      | Noteringar |
| --------- | --- | ----------------- | --------- | ---------- |
| 1         | 13  | Enak Gavaggio     | Frankrike | Q          |
| 2         | 4   | Andreas Matt      | Österrike | Q          |
| 3         | 11  | Tomáš Kraus       | Tjeckien  |            |
| 4         | 27  | Richard Spalinger | Schweiz   |            |

| Placering | Bib | Namn              | Land       | Noteringar |
| --------- | --- | ----------------- | ---------- | ---------- |
| 1         | 5   | Audun Grønvold    | Norge      | Q          |
| 2         | 12  | Scott Kneller     | Australien | Q          |
| 3         | 14  | Sylvain Miaillier | Frankrike  |            |
| 4         | 30  | Markus Wittner    | Österrike  |            |

| Placering | Bib | Namn                  | Land      | Noteringar |
| --------- | --- | --------------------- | --------- | ---------- |
| 1         | 2   | Christopher Del Bosco | Kanada    | Q          |
| 2         | 7   | Filip Flisar          | Slovenien | Q          |
| 3         | 23  | Tommy Eliasson        | Sverige   |            |
| 4         | 10  | Stanley Hayer         | Kanada    |            |

#### Semifinaler
| Placering | Bib | Namn           | Land      | Noteringar |
| --------- | --- | -------------- | --------- | ---------- |
| 1         | 1   | Michael Schmid | Schweiz   | Q          |
| 2         | 4   | Andreas Matt   | Österrike | Q          |
| 3         | 25  | Davey Barr     | Kanada    |            |
| 4         | 13  | Enak Gavaggio  | Frankrike |            |

| Placering | Bib | Namn                  | Land       | Noteringar |
| --------- | --- | --------------------- | ---------- | ---------- |
| 1         | 5   | Audun Grønvold        | Norge      | Q          |
| 2         | 2   | Christopher Del Bosco | Kanada     | Q          |
| 3         | 12  | Scott Kneller         | Australien |            |
| 4         | 7   | Filip Flisar          | Slovenien  |            |

#### Final
Placering 5-8
| Placering | Bib | Namn          | Land       | Noteringar |
| --------- | --- | ------------- | ---------- | ---------- |
| 5         | 13  | Enak Gavaggio | Frankrike  |            |
| 6         | 25  | Davey Barr    | Kanada     |            |
| 7         | 12  | Scott Kneller | Australien |            |
| 8         | 7   | Filip Flisar  | Slovenien  | DNF        |

Final
| Placering | Bib | Namn                  | Land      | Noteringar |
| --------- | --- | --------------------- | --------- | ---------- |
| 1         | 1   | Michael Schmid        | Schweiz   |            |
| 2         | 4   | Andreas Matt          | Österrike |            |
| 3         | 5   | Audun Grønvold        | Norge     |            |
| 4         | 2   | Christopher Del Bosco | Kanada    | DNF        |